# Campeonato Mundial de Patinaje de Velocidad sobre Hielo de 2003
El XCVII Campeonato Mundial de Patinaje de Velocidad sobre Hielo se celebró en Gotemburgo (Suecia) del 8 al 9 de febrero de 2003 bajo la organización de la Unión Internacional de Patinaje sobre Hielo (ISU) y la Federación Sueca de Patinaje sobre Hielo.
Las competiciones se realizaron en el Ruddalens Idrottsplats. Participaron en total 48 patinadores de 13 países.

## Resultados

### Masculino
| Evento                        | Oro                                        | Plata                                       | Bronce                                   |
| ----------------------------- | ------------------------------------------ | ------------------------------------------- | ---------------------------------------- |
| 500 m (08.02)                 | Ids Postma · Países Bajos · 36,89 s        | Yevgueni Lalenkov · Rusia · 37,05 s         | Kevin Marshall · Canadá · 37,18 s        |
| 1500 m (09.02)                | Yevgueni Lalenkov · Rusia · 1:51,70        | Mark Tuitert · Países Bajos · 1:51,74       | Gianni Romme · Países Bajos · 1:52,07    |
| 5000 m (08.02)                | Gianni Romme · Países Bajos · 6:42,67      | Rintje Ritsma · Países Bajos · 6:48,07      | Eskil Ervik · Noruega · 6:52,94          |
| 10 000 m (09.02)              | Gianni Romme · Países Bajos · 14:05,04     | Rintje Ritsma · Países Bajos · 14:11,32     | Eskil Ervik · Noruega · 14:13,14         |
| Clasificación general (09.02) | Gianni Romme · Países Bajos · 158,105 pts. | Rintje Ritsma · Países Bajos · 158,889 pts. | Ids Postma · Países Bajos · 159,013 pts. |

### Femenino
| Evento                        | Oro                                       | Plata                                       | Bronce                                     |
| ----------------------------- | ----------------------------------------- | ------------------------------------------- | ------------------------------------------ |
| 500 m (08.02)                 | Jennifer Rodriguez Estados Unidos 40,01 s | Cindy Klassen · Canadá · 40,16 s            | Maki Tabata Japón 40,95 s                  |
| 1500 m (09.02)                | Maki Tabata Japón 2:04,71                 | Claudia Pechstein · Alemania · 2:04,99      | Cindy Klassen · Canadá · 2:05,10           |
| 3000 m (08.02)                | Claudia Pechstein · Alemania · 4:19,99    | Cindy Klassen · Canadá · 4:21,28            | Clara Hughes · Canadá · 4:21,38            |
| 5000 m (09.02)                | Clara Hughes · Canadá · 7:25,88           | Claudia Pechstein · Alemania · 7:29,50      | Cindy Klassen · Canadá · 7:31,39           |
| Clasificación general (09.02) | Cindy Klassen · Canadá · 170,545 pts.     | Claudia Pechstein · Alemania · 171,144 pts. | Daniela Anschütz · Alemania · 173,633 pts. |

## Medallero
- Solo se otorgan medallas en la clasificación general.

| Núm. | País         | Oro | Plata | Bronce | Total |
| ---- | ------------ | --- | ----- | ------ | ----- |
| 1    | Países Bajos | 1   | 1     | 1      | 3     |
| 2    | Canadá       | 1   | 0     | 0      | 1     |
| 3    | Alemania     | 0   | 1     | 1      | 2     |
|      | TOTAL        | 2   | 2     | 2      | 6     |